# Чистое (озеро, Шумихинский район)
Чи́стое — озеро, расположено вблизи поселка Чистое на севере Берёзовского сельсовета Шумихинского района Курганской области. Расстояние от города Шумихи — 24 км. Озеро имеет овальную форму.
Высота над уровнем моря — 175,6 м.